# Dungang, Guangdong
Dungang är en köping i sydöstra Kina. Den ligger i Shixing härad i staden Shaoguan i provinsen Guangdong, omkring 220 kilometer nordost om provinshuvudstaden Guangzhou. Antalet invånare är 18 763. Befolkningen består av 9 540 kvinnor och 9 223 män. Barn under 15 år utgör 21,0 %, vuxna 15-64 år 67 %, och äldre över 65 år 11,0 %.